# 八幡村 (大分県大分郡)
八幡村（やはたむら）は、大分県大分郡にあった村。現在の大分市の一部にあたる。

## 地理
- 海洋：別府湾[2]
- 河川：祓川[2]、鳴川[3]
- 山岳：高崎山[3]

## 歴史
- 1889年（明治22年）4月1日、町村制の施行により、大分郡八幡村、神崎村、金谷迫村が合併して村制施行し、八幡村が発足[1][2]。旧村名を継承した八幡、神崎、金谷迫の3大字を編成[2]。
- 1893年（明治26年）10月14日、大洪水（明治26年の台風）で大きな被害を受けた[2]。
- 1939年（昭和14年）8月15日、大分市に編入され廃止[1][2]。

## 産業
- 農業

### 港湾
- 大分港[2]